# Nesolestes
Nesolestes is een geslacht van waterjuffers (Zygoptera) uit de familie van de Argiolestidae.

## Soorten
Nesolestes omvat 16 soorten:
- Nesolestes albicaudus Fraser, 1952
- Nesolestes albicolor Fraser, 1955
- Nesolestes alboterminatus Selys, 1891
- Nesolestes angydna Schmidt, 1951
- Nesolestes drocera Fraser, 1951
- Nesolestes elizabethae Lieftinck, 1965
- Nesolestes forficuloides Fraser, 1955
- Nesolestes mariae Aguesse, 1968
- Nesolestes martini Schmidt, 1951
- Nesolestes pauliani Fraser, 1951
- Nesolestes pulverulans Lieftinck, 1965
- Nesolestes radama Lieftinck, 1965
- Nesolestes ranavalona Schmidt, 1951
- Nesolestes robustus Aguesse, 1968
- Nesolestes rubristigma Martin, 1903
- Nesolestes tuberculicollis Fraser, 1949